# Kalendarium powstania warszawskiego – 10 września

## 10 września, niedziela
Depesza od premiera Mikołajczyka zapowiadająca o najbliższym podjęciu decyzji w Londynie w sprawie wysłania wyprawy lotniczej do powstańczej Warszawy.
Nad miastem walki powietrzne samolotów radzieckich z niemieckimi.
Armia Czerwona powtarza natarcie na przedmoście Warszawy.
W szpitalu powstańczym przy ul. Marszałkowskiej 75 umiera, wskutek ran odniesionych 29 sierpnia, plutonowy podchorąży Józef Szczepański ps. „Ziutek”), dowódca jednej z drużyn batalionu AK Parasol.
Z meldunku Antoniego Chruściela „Montera”: Według obliczenia amunicji przy średnim zużyciu Śródmieście posiada na 1 dzień.